# L.J. Collier
Lawrence Collier Jr. (Munday, Texas, 12 de septiembre de 1995) más conocido como L.J. Collier, es un jugador profesional estadounidense de fútbol americano que se desempeña en la posición de defensive end en Arizona Cardinals, equipo de la National Football League (NFL).

## Carrera
Fue seleccionado en la primera ronda en la Reunión Anual de Selección de Jugadores de la NFL de 2019. Hizo su debut profesional con el equipo Seattle Seahawks, en el cual jugó cuatro temporadas (2019-2023), luego pasó a Arizona Cardinals, donde lleva jugando una temporada.